# Золотополосый сиган
Золотополосый сиган, или струйчатый сиган (лат. Siganus rivulatus), — вид рыб из семейства сигановых (Siganidae). Распространены в западной части Индийского океана от Красного моря и Аденского залива до юга Африки, включая Мадагаскар. Через Суэцкий канал проникли в Средиземное море, где хорошо прижились. Часто можно наблюдать в стаях до 100 и более рыб. Питается донными водорослями. Жёсткие лучи спинного и анального плавников соединены с ядовитыми железами, которые располагаются у их основания. Укол колючками этой рыбы болезненный, ввиду чего они представляют опасность для неосторожных купальщиков.

## Описание
Тело высокое, овальной формы, сжато с боков, его высота укладывается 2,7—3,4 раза в стандартную длину тела. В спинном плавнике 14 колючих и 10 мягких лучей. Первая колючка маленькая, направлена вперёд, часто покрыта кожей. В анальном плавнике 7 колючих и 9 мягких лучей. Уникальными являются их брюшные плавники, в которых за первым колючим лучом следуют 3 мягких луча, а затем идёт ещё один жёсткий луч. Хвостовой плавник слабовыемчатый.
Максимальная длина тела 27 см, обычно до 20 см. В Средиземном море длина золотополосых сиганов достигает 40 см.